# 괭이부리말 아이들
《괭이부리말 아이들》은 2000년에 출판한 김중미의 장편 소설이다.
인천의 만석동에서 당시 가난에 떨었던 숙자, 숙희, 동준이, 명환이, 동수 등의 5명의 동네 아이들에 관한 이야기로, 절망 속에서도 아이들의 희망찬 이야기들을 담아내고 있다.
작품의 배경이 되는 괭이부리말은 인천 만석동 달동네를 말하며, 김중미 작가가 한국전쟁 직후에 피난민들이 살던 당시의 모습을 담아냈다.
'괭이부리말 아이들'은 제4회 '좋은 어린이 책' 원고 공모 창작부문 대상을 수상했다.